# Galatea (maan)
Galatea is een natuurlijke maan van Neptunus. De maan is in 1989 ontdekt door Stephen Synnott met behulp van foto's gemaakt door Voyager 2. Galatea is genoemd naar de Nereïde uit de Griekse mythologie die werd bemind door Polyphemus.
Triton · Naiad · Thalassa  · Despina · Nereïde · Galatea · Larissa · Proteus · Halimede · Sao · Hippocampus · Laomedeia · Psamathe · Neso